# Jean-Pierre Dikongué Pipa
Jean-Pierre Dikongué Pipa (Duala, 1940) es un director de cine y guionista camerunés.

## Biografía
Dikongué Pipa logró reconocimiento luego de dirigir uno de los primeros largometrajes de ficción en la historia de Camerún, Muna Moto, en 1975. Sus películas retratan las interrelaciones entre elementos de la cultura tradicional camerunesa y el mundo en general. Además de su labor como director, se ha desempeñado como dramaturgo y director de escena, participando en más de treinta obras de teatro como director o actor durante su carrera.
En 2020 recibió el Premio LFC en reconocimiento a su trayectoria en el cine y el teatro de su país.

## Filmografía

### Cine
| Película                           | Año  |
| ---------------------------------- | ---- |
| Badiaga                            | 1987 |
| La Foire aux livres à Hararé       | 1984 |
| Histoires drôles et drôles de gens | 1983 |
| Music and Music: Super Concert     | 1981 |
| Kpa Kum                            | 1980 |
| Le Prix de la liberté              | 1978 |
| Muna Moto                          | 1975 |
| Rendez-vous moi mon père           | 1966 |
| Les Cornes                         | 1966 |
| Un simple                          | 1965 |

Fuente: